# Luigi Milano
Luigi Milano (Alessandria, 6 luglio 1913 – Alessandria, 12 novembre 1990) è stato un calciatore e allenatore di calcio italiano, di ruolo centrocampista.

## Carriera

### Club

#### Alessandria e Lazio

Una formazione della Lazio 1938-39, Luigi Milano è in piedi, secondo da sinistra

Cresciuto nell'Alessandria, con cui giocò la finale di Coppa Italia a Genova dell'11 giugno 1936 persa contro il Torino per 5-1, si trasferì alla Lazio nel 1936, società che, dopo aver preso Piola dalla Pro Vercelli, era in procinto di allestire una squadra che puntasse allo scudetto, offrendo quindi alla squadra grigia la considerevole cifra per l'epoca di 400.000 lire per lui ed i compagni di squadra Busani e Riccardi: i dirigenti grigi accettarono, ma la squadra non fu più all'altezza delle aspettative e crollò per la prima volta in Serie B al termine del campionato 1936-37. Con la maglia dei capitolini debuttò il 13 settembre 1936 nella vittoria casalinga della prima giornata del campionato contro il Milan per 3-0, in una stagione che vedrà i capitolini arrivare al secondo posto in classifica finale, a solo tre punti dal Bologna vincitore. Gli anni successivi furono meno positivi per i biancoazzurri, un ottavo posto nel campionato seguente durante il quale segna il gol del pareggio finale per 1-1 nella sfida in casa contro la Juventus del 6 marzo 1938, un nono nella stagione 1938-1939 e, nel suo ultimo anno con il club, il quarto posto, in una stagione coronata dalla vittoria nel derby della capitale, giocato con quattro calciatori della squadra riserve e privo di Silvio Piola il 26 maggio 1940. Nei suoi primi anni nella capitale giocò sempre da titolare, saltando poche partite.

#### Napoli, Roma e Cesena
Passò al Napoli nel 1940, con cui esordì a Milano il 6 ottobre 1940 nella sconfitta dei campani contro il Milano per 4-0; in questa stagione, conclusa dalla squadra all'ottavo posto, segnò una sola rete, nel pareggio casalingo del 27 ottobre 1940 contro la Juventus per 2-2 e disputò tutte le partite. L'anno successivo fu quello della prima retrocessione dei campani in Serie B, con un piazzamento al quindicesimo posto; Milano saltò la sola gara del 22 marzo 1942 contro il Torino in una stagione dove figurò tra i titolari delle vittorie casalinghe contro il Milano per 2-1 (il 2 novembre 1941) e contro la Juventus per 4-1 del 7 giugno 1942, nonché di due pareggi casalinghi contro il Torino che sarebbe poi giunto al secondo posto in classifica (il 30 novembre 1941, gara terminata 0-0) e contro la Roma che avrebbe vinto quell'anno lo scudetto, nella partita del 15 febbraio 1942 conclusasi 1-1. Scese quindi in Serie B con i partenopei per il campionato 1942-1943, con la squadra che sfiorò la promozione piazzandosi al terzo posto e lo vide segnare il 7 marzo 1943 nella vittoria casalinga contro la Pro Patria per 3-0 e saltare la sola prima gara della stagione, il 7 ottobre 1942 contro il Siena Ritornò a giocare per i partenopei nella stagione 1945-1946, dove però scese in campo solo nella vittoria casalinga per 3-0 del 30 maggio 1946 contro il Pro Livorno. Passò quindi per una stagione alla Roma, per tornare a Napoli e giocarvi una sola partita per poi chiudere la carriera a Cesena in qualità di giocatore-allenatore.

### Nazionale
Giocò quattro partite con la Nazionale B, siglando una rete, nella sua gara d'esordio a Novara del 5 aprile 1936, quando su passaggio di Umberto Busani aprì le marcature nella vittoria per 2-0 contro la Svizzera.